# До скарбів авіакатастрофи
«До скарбів авіакатастрофи» (англ. Race for the Yankee Zephyr) — новозеландський пригодницький бойовик.

## Сюжет
В озері, у високогір'ях Нової Зеландії, мисливець Гілберт Карсон виявляє літак, який зазнав катастрофи за часів Другої світової війни. Коли він розповідає про це, гангстери починають переслідувати його, погрожуючи йому та його доньці, щоб він сказав, де знаходяться 50 мільйонів доларів зниклі під час катастрофи. Пілот вертольота Барні, ризикуючи своїм життям, допомагає Гілберту боротися з ними.

## У ролях
- Кен Вол — Барні
- Леслі Енн Воррен — Саллі
- Дональд Плезенс — Гілберт Карсон
- Джордж Пеппард — Тео Браун
- Бруно Лоуренс — Бейкер
- Грант Тіллі — колектор
- Роберт Брюс — бармен
- Гаррі Разерфорд-Джонс — Гаррі
- Тоні Спаркс
- Кларк Вокінгтон
- Френк Тауруа
- Стів Ніколль
- Дік Джонс
- Денніс Хант